# رینکون (کالیفرنیا)
رینکون (به انگلیسی: Rincon) یک منطقهٔ مسکونی در ایالات متحده آمریکا است که در شهرستان سن دیگو، کالیفرنیا واقع شده‌است. رینکون ۳۱۳٫۹۵ متر بالاتر از سطح دریا واقع شده‌است.